# Бурсак (село)
Бурсак (каз. Бұрсақ) — село в Уланском районе Восточно-Казахстанской области Казахстана. Входит в состав Егинсуского сельского округа. Код КАТО — 636249200.

## Население
В 1999 году население села составляло 207 человек (116 мужчин и 91 женщина). По данным переписи 2009 года, в селе проживало 209 человек (118 мужчин и 91 женщина).